# San Francisco Deltas
San Francisco Deltas foi um clube da cidade de San Francisco, Califórnia, Estados Unidos. A equipe estreou na NASL em 2017. Jogava suas partidas no Kezar Stadium. O time jogou apenas em 2017, venceu a NASL Soccer Bowl e logo depois foi extinto devido a problemas jurídicos entre a NASL e a U.S Soccer. 

## História
A ideia de se fazer um time em San Francisco surgiu do empresário colombiano Brian Andrés Helmick. Brian Andrés conseguiu alguns investidores do Vale do Silício, principalmente brasileiros. O Deltas estreou na NASL em 2017. Uma de suas principais contratações foi o experiente atacante Brasileiro Dagoberto, que acertou para jogar a NASL. O San Francisco Deltas ganhou seu primeiro título, o NASL Soccer Bowl, prêmio máximo da NASL, vencendo o New York Cosmos por 2 a 0 na final da NASL 2017. Os gols foram marcados por Tommy Heinemann de pênalti aos 19 minutos do primeiro tempo e Devon Sandoval no final da partida nos acréscimos.
Devido a disputas jurídicas entre a NASL e a U.S Soccer, a NASL foi obrigada a fechar suas operações e entrar em hiato indefinido, cancelando a temporada de 2018. O San Francisco Deltas fechou suas operações 14 dias depois da vitória e conquista do campeonato, citando inviabilidade de continuar as suas operações devido ao fechamento da liga. 

## Títulos
| NACIONAIS      | NACIONAIS                    | NACIONAIS | NACIONAIS  |
|                | Competição                   | Títulos   | Temporadas |
| -------------- | ---------------------------- | --------- | ---------- |
| Estados Unidos | North American Soccer League | 1         | 2017       |

## Estatísticas

### Participações
|  | Participações em 2017 |

| Competição     | Competição               | Temporadas | Melhor campanha    | Estreia | Última | P | R |
| Estados Unidos | Lamar Hunt U.S. Open Cup | 1          | Quarta Fase (2017) | 2017    | 2017   |   | – |